# Polígono de Tótskoye
Polígono de Tótskoye (del ruso: То́цкий полиго́н) es un campo de pruebas militares ubicado al norte del selo de Tótskoye, a 40 kilómetros de la ciudad de Buzuluk en el óblast de Oremburgo, Rusia. El área del polígono es de 457 km². Se encuentra bajo la jurisdicción del distrito militar central. Es conocido por el ejercicio militar llevado a cabo el 14 de septiembre de 1954, donde se utilizó una explosión nuclear para simular una batalla con tropas reales. El material relacionado con este experimento aún no ha sido desclasificado, por lo que la validez e interpretación de los acontecimientos no se puede verificar por completo.

## Ejercicios militares en el Polígono
A las 9:33 de la mañana, el 14 de septiembre de 1954, un bombardero soviético Tu-4 dejó caer una arma atómica tipo RDS-3 de 40 kilotones a 8.000 m de altura (25.000 pies). La bomba estalló a 350 m (1.200 pies) sobre el polígono de Tótskoye.
El experimento era similar a otros realizado en ese entonces por los EE. UU., Reino Unido y otros países con arsenal nuclear, y fue realizado para probar el funcionamiento de las tropas en caso de una guerra nuclear. Implicó la exposición de unas 45000 personas, 320 aeroplanos y 600 tanques. Las aldeas alrededor de la gama fueron evacuadas. 40 minutos después de la detonación, ordenaron a las tropas realizar una batalla falsa mientras que todavía se levantaba la nube de hongo. Algunos soldados llegaron tan cerca como a media milla de la zona cero. 
Se cree que millares de personas murieron como resultado de la radiación, inmediatamente y durante los años siguientes. Los ocupantes de la nave TU4 que iban a bordo durante el experimento desarrollaron cáncer de hueso y leucemia. No quedan archivos que demuestren cuántos de los 45.000 hombres enviados al polígono murieron como resultado de la prueba. Las personas expuestas a la radiación juraron al secreto que seguía la prueba, y los archivos médicos de los hospitales locales fueron destruidos, según se informó, después del derrumbamiento de la Unión Soviética. Se permitió volver a los granjeros locales, que habían sido evacuados de la región, a pesar de que los incendios causados por la explosión nuclear todavía se encontraban activos. Inconscientes de los peligros de la radiación, continuaron cultivando las tierras que rodeaban la localización de la prueba. 
Un estudio realizado por el ministerio de salud en 1988, hecho en ciudades con los peores problemas de salud, coloca a Oremburgo en segundo lugar. Incluso hoy, la incidencia de algunos cánceres en Orenburg (que se encuentra a 130 millas de la gama) es el doble que el de la gente que sufrió en el accidente de Chernobyl. Sin embargo, puede haber otros factores tales como altos niveles de contaminación en el río de los Urales que contribuyó a los problemas de salud en Oremburgo.